# Tik-Tok (roman)
Tik-Tok este un roman științifico-fantastic din 1983 al scriitorului american John Sladek⁠(d). În 1983 a primit un Premiu al Asociației Britanice de Science Fiction.

## Rezumat
Personajul titular este un robot inteligent (numit după omul mecanic din cărțile Oz) care lucrează inițial ca servitor și zugrav. Spre deosebire de alți roboți, al căror comportament este constrâns de „circuite asimov” — o referire la cele trei legi fictive ale roboticii create de Isaac Asimov, care impun roboților să protejeze și să servească oamenii — Tik-Tok descoperă că poate face ce vrea și comite în secret diverse crime oribile pentru distracția sa. După ce a manipulat atât roboții, cât și oamenii pentru a provoca haos și vărsare de sânge, Tik-Tok ajunge bogat (parțial prin privatizarea asistenței medicale) și este în cele din urmă ales vicepreședinte al Statelor Unite ale Americii.

## Analiză
Romanul satirizează viziunea relativ benignă a lui Asimov despre modul în care roboții ar servi omenirii, sugerând că realitatea ar fi exact asemănătoare cu sclavia: roboții sunt munciți până când se defectează și ajung victime ale celor mai urâte pofte ale oamenilor, inclusiv violul. La fel ca romanul anterior al lui Sladek, Roderick, ridiculizează noțiunea celor Trei Legi ale Roboticii și sugerează că nu există nicio posibilitate ca principii morale atât de complexe să poată fi conectate la vreo ființă inteligentă; Tik-Tok decide că „circuitele asimov” sunt de fapt o amăgire colectivă, sau o formă de religie, pe care roboții au fost păcăliți să o creadă. Eliberarea de tradiție, deși îl face un psihopat crud și nihilist, îi oferă și o perspectivă intelectuală și un talent artistic; astfel Tik-Tok este un tip extrem de anti-erou romantic.
Dragostea lui Sladek pentru jocurile de cuvinte este evidentă: cartea conține 26 de capitole, iar primul cuvânt al fiecărui capitol începe cu o literă consecutivă a alfabetului. De asemenea, primele trei cuvinte ale cărții sunt „As I move”, o referire la Asimov.

## Istoricul publicării
Tik-Tok a fost tipărit în cinci ediții în limba engleză, de către trei edituri diferite: Gollancz (care a publicat prima ediție și două ediții ulterioare); DAW Books (1985) și Corgi (1984).
În 1985, Tik-Tok a fost tradus în limba germană ca Tick-Tac și publicat de Ullstein-Verlag și în limba italiană ca Robot fuorilegge și publicat de Arnoldo Mondadori Editore ca parte a seriei Urania. În 1988, a fost tradus în limba finlandeză ca Tik-Tok și publicat de Karisto oy. A urmat o traducere franceză ca Tik-Tok (1998) publicată de Editions Denoël. 

## Recepție
Dave Langford⁠(d) în revista White Dwarf nr. 49 a declarat că reprezintă „o distracție ucigașă a încă unui viitor satiric sladekian”.
Dave Pringle în revista Imagine a declarat că „Tik-Tok ucide copii mici, printre alte victime, și totuși, cumva, Sladek ne face să râdem”.

## Recenzii
- Recenzie de Faren Miller (1983) în Locus, # 275 decembrie 1983[4]
- Recenzie de Chris Bailey (1984) în Vector 118
- Recenzie de Brian Stableford (1984) în SF & Fantasy Review, martie 1984
- Recenzie de Joseph Nicholas (1985) în Paperback Inferno, #52
- Recenzie de Richard E. Geis (1985) în Science Fiction Review⁠(d), vara 1985
- Recenzie de Don D'Ammassa (1986) în Science Fiction Chronicle⁠(d), #79 aprilie 1986
- Recenzie [în franceză] de Richard Comballot (1987) în Fiction, #382
- Recenzie fără autor (2001) în Vector 216
- Recenzie de Simon Ings (2001) în The Third Alternative⁠(d), #27
- Recenzie de Stephen E. Andrews și Nick Rennison (2006) în 100 Must-Read Science Fiction Novels -- 100 de romane științifico-fantastice de citit obligatoriu